# 라고아다카노아
라고아다카노아(포르투갈어: Lagoa da Canoa)는 브라질 알라고아스주에 위치한 도시로 면적은 103km2, 인구는 22,549명(2005년 기준)이다.

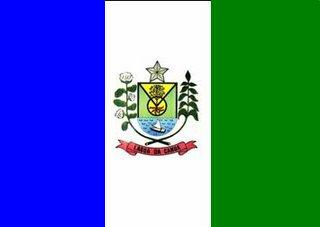
시기
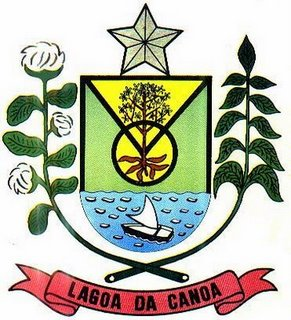
시 문장